# Liga Mexicana del Pacífico 1966-67
La Temporada 1966-67 de la Liga Mexicana del Pacífico fue la 9.ª edición y comenzó el 7 de octubre de 1966.
La temporada finalizó el 12 de enero de 1967, con la coronación de los Tomateros de Culiacán al terminar en la primera posición del standing.

## Sistema de competencia

### Temporada regular
Se estableció un sistema de competencia de "todos contra todos", se programó un calendario corrido sin vueltas, jugándose 80 juegos, resultando campeón el equipo con mayor porcentaje de ganados y perdidos (primera posición). 

### Final
En caso de que hubiera empate entre los primeros dos lugares de la tabla en cuanto a ganados y perdidos, se jugaría una serie final a ganar 3 de 5 juegos.

## Calendario
- Número de Series: 2 series en casa x 7 equipos = 14 series + 14 series de visita = 28 series
- Número de Juegos: 28 series x 3 juegos =84 juegos

## Datos Sobresalientes
- Pitcher José Leyva establece el récord de 203 ponches propinados en una temporada jugando con Ostioneros de Guaymas.

## Equipos participantes
| Liga Mexicana del Pacífico 1966-67 |           |                   |                        |                         |           |
| Equipo                             | Fundación | Mánager           | Ciudad                 | Estadio                 | Capacidad |
| Cañeros de Los Mochis              | 1947      | Guillermo Garibay | Los Mochis, Sinaloa    | Mochis                  | 6,000     |
| Mayos de Navojoa                   | 1950      | Por definir       | Navojoa, Sonora        | Revolución              | 3,200     |
| Naranjeros de Hermosillo           | 1944      | Por definir       | Hermosillo, Sonora     | Fernando M. Ortiz       | 5,000     |
| Ostioneros de Guaymas              | 1945      | Por definir       | Guaymas, Sonora        | "Abelardo L. Rodríguez" | 5,000     |
| Rieleros de Empalme                | 1948      | Por definir       | Empalme, Sonora        | Estrellas Empalmenses   | ***       |
| Tomateros de Culiacán              | 1965      | Vinicio García    | Culiacán, Sinaloa      | General Ángel Flores    | 4,000     |
| Venados de Mazatlán                | 1945      | Mario Peláez      | Mazatlán, Sinaloa      | Teodoro Mariscal        | 4,000     |
| Yaquis de Ciudad Obregón           | 1947      | Manuel Magallón   | Ciudad Obregón, Sonora | Álvaro Obregón          | ***       |

## Standings
| Equipos                  | JJ | JG | JP | JE | JV   | PCT  |
| ------------------------ | -- | -- | -- | -- | ---- | ---- |
| Tomateros de Culiacán    | 87 | 55 | 31 | 1  | -    | .640 |
| Cañeros de Los Mochis    | 86 | 50 | 35 | 1  | 4.5  | .588 |
| Naranjeros de Hermosillo | 84 | 43 | 41 | -  | 11.0 | .512 |
| Rieleros de Empalme      | 89 | 43 | 42 | 4  | 11.5 | .506 |
| Venados de Mazatlán      | 88 | 39 | 42 | 7  | 13.5 | .481 |
| Ostioneros de Guaymas    | 87 | 39 | 46 | 2  | 15.5 | .459 |
| Yaquis de Ciudad Obregón | 85 | 35 | 49 | 1  | 19.0 | .417 |
| Mayos de Navojoa         | 86 | 34 | 52 | -  | 21.0 | .395 |

| Campeón |

Nota: El campeón se definió por la primera posición en el standig.

## Cuadro de Honor
| Equipos                  | Posición   |
| ------------------------ | ---------- |
| Tomateros de Culiacán    | Campeón    |
| Cañeros de Los Mochis    | Subcampeón |
| Naranjeros de Hermosillo | 3° Lugar   |
| Rieleros de Empalme      | 4° Lugar   |
| Venados de Mazatlán      | 5° Lugar   |
| Ostioneros de Guaymas    | 6° Lugar   |
| Yaquis de Ciudad Obregón | 7° Lugar   |
| Mayos de Navojoa         | 8° Lugar   |

## Designaciones
A continuación se muestran a los jugadores más valiosos de la temporada.
| Designación         | Ganador        | Equipo                   |
| ------------------- | -------------- | ------------------------ |
| Jugador Más Valioso | Andrés Ayón    | Tomateros de Culiacán    |
| Pitcher del Año     | José Peña      | Cañeros de Los Mochis    |
| Novato del año      | Alfredo Meza   | Yaquis de Ciudad Obregón |
| Mánager del Año     | Vinicio García | Tomateros de Culiacán    |
| Mánager Campeón     | Vinicio García | Tomateros de Culiacán    |
| Campeón de Bateo    | Orestes Miñoso | Naranjeros de Hermosillo |
| Campeón de Pitcheo  | Efraín Arano   | Venados de Mazatlán      |